# Vuelta Mexico Telmex
Vuelta Ciclista Mexico Telmex, pol. Wyścig Dookoła Meksyku – wieloetapowy wyścig kolarski rozgrywany w Meksyku w latach 1948–2015. Należał do cyklu UCI America Tour i posiadał kategorię 2.2. 

## Zwycięzcy
| Rok  | Pierwsze            | Drugie                          | Trzecie             |
| ---- | ------------------- | ------------------------------- | ------------------- |
| 1948 | Eduardo Aguilar     | Salomón Marino                  | Jorge Gutierrez     |
| 1949 | Blaise Quaglieri    | Léon Duau                       | Juventino Cepeda    |
| 1950 | Ricardo García      | Léon Duau                       | Juventino Cepeda    |
| 1951 | Ángel Romero Llamas | Alfonso Diaz                    | Amando Martinez     |
| 1952 | Ángel Romero Llamas | Julio Cepeda                    | Bevis Wood          |
| 1953 | Ángel Romero Llamas | Rafael Vaca                     | Felipe Liñan        |
| 1954 | Ángel Romero Llamas | Magdaleno Cano                  | Rafael Vaca         |
| 1956 | Rafael Vaca         | Magdaleno Cano                  | Salvador Pacheco    |
| 1957 | Rafael Vaca         | Mauricio Mata                   |                     |
| 1960 | Porfirio Remigio    | Rubén Darío Gómez               | Mauricio Mata       |
| 1961 | Jacinto Brito       | Walter Moyano                   | Emilio Cruz Díaz    |
| 1982 | Bernardo Colex      |                                 |                     |
| 1989 | Raúl Alcalá         | Sergei Kupeyonovitch            | Miguel Arroyo       |
| 1990 | Raúl Alcalá         | Miguel Arroyo                   | Héctor Patarroyo    |
| 1991 | Julio César Ortegón | Federico Muñoz                  | Michael Carter      |
| 1993 | Laurent Fignon      | Francisco Villalobos            | Michael Carter      |
| 1994 | Raúl Alcalá         | Miguel Arroyo                   | Álvaro Sierra       |
| 1995 | Luis Espinosa       | Julio César Rangel              | Miguel Arroyo       |
| 1997 | José Luis Vanegas   | Francisco Benítez               | Félix García Casas  |
| 1998 | Miguel Arroyo       | José Robles                     | Juan Carlos Fonseca |
| 1999 | José Luis Vanegas   | José Robles                     | Israel Ochoa        |
| 2003 | Julio César Rangel  | Óscar Mauricio Álvarez Paniagua | Argiro Zapata       |
| 2008 | Glen Chadwick       | Arquímedes Lam                  | Ivan Fanelli        |
| 2009 | Jackson Rodríguez   | Carlos López                    | David Vitoria       |
| 2010 | Óscar Sevilla       | Daniel Rincón                   | Gregorio Ladino     |
| 2012 | Julián Rodas        | Daniel Jaramillo                | Stiber Ortiz        |
| 2014 | Juan Pablo Villegas | Maksat Ajazbajew                | Víctor García       |
| 2015 | Francisco Colorado  | Óscar Sevilla                   | Óscar Pachón        |